# Lys-Saint-Georges
 Lys-Saint-Georges  es una población y comuna francesa, en la región de  Centro, departamento de Indre, en el distrito de La Châtre y cantón de Neuvy-Saint-Sépulchre.

## Demografía
| 218 | 180 | 161 | 171 | 180 | 213 |
| Para los censos de 1962 a 1999 la población legal corresponde a la población sin duplicidades (Fuente: INSEE [Consultar]) |     |     |     |     |     |